# بيتر بيكرينغ
بيتر بيكرينغ (بالإنجليزية: Peter Pickering)‏ (24 مارس 1926 في المملكة المتحدة - 21 نوفمبر 2006 في جنوب أفريقيا) هو لاعب كريكت ولاعب كرة قدم بريطاني (وحمل سابقاً جنسية المملكة المتحدة لبريطانيا العظمى وأيرلندا) في مركز حراسة المرمى. لعب مع تشيلسي ونادي نورثامبتون تاون ونادي يورك سيتي ونادي كيترينغ تاون.